# Alessandria–Cavallermaggiore-vasútvonal
Az Alessandria–Cavallermaggiore-vasútvonal egy normál nyomtávolságú, egyvágányú, részben 3 kV egyenárammal villamosított 98 km hosszúságú vasútvonal Olaszországban Alessandria és Cavallermaggiore között. A vonalat az RFI kezeli.

## Története
1855-ben elkészült a Cavallermaggiore és Bra közötti szakasz, így Bra városa összeköttetésbe került a piemonti vasúthálózattal. 1864 és 1865 elkészült az Alba és Nizza Monferrato közötti szakasz is. Az útvonal a világhírű szőlőtermő vidékeken, Langhe és Monferrato között halad át, ezért nagyon vonzó az utasok számára.
A 2012. június 17-i menetrendváltozással a piemonti régió felfüggesztette az Alessandria és Alba közötti személyforgalmat. Az útvonal azonban formálisan továbbra is üzemben maradt, még akkor is, ha már nem járható. A vezetéket újra kell aktiválni.